# Ilex euryaeformis
Ilex euryaeformis är en järneksväxtart som beskrevs av Reiss. Ilex euryaeformis ingår i släktet järnekar, och familjen järneksväxter. Inga underarter finns listade i Catalogue of Life.